# Alaquàs
Alaquàs (po hiszpańsku, walencka forma Alacuàs) – miasto i gmina w Hiszpanii, w prowincji Walencja, należy do strefy metropolitarnej Walencji. W 2017 roku zamieszkiwało tam 29 474 osób. Obecnie burmistrzem (od 2019 r.) jest Antonio Saura Martín (PSOE).

## Nazwa
Toponim Alaquàs wywodzi się z arabskiego الأقواس (al-aqūās) oznaczającego skrzynie lub arkady. Spekuluje się, że nazwa może mieć związek z arkadami znajdującymi się wcześniej przy rowie graniczącym miasto od miasta Torrent lub Manises. Inna, choć mniej wiarygodna historia mówi o arkadach w średniowiecznym zamku muzułmanów. W czasach nowożytnych częściej używano nazwy Alaquaz.

## Geografia
Miasto znajduje się 42 m n.p.m. zajmuje 3,9 km² powierzchni. Zlokalizowane jest w zachodniej części powiatów Walencji, 7 kilometrów od stolicy prowincji. Graniczy od wschodu z Xirivellą, od południa z Torrent, a od wschodu i północy z Aldaią, tworząc konurbację.

## Historia
Na terenie miasta znaleziono pozostałości czasów starożytnych, takie jak monety z epoki imperialnej oraz nagrobek pamiątkowy. Początki miasta sięgają czasów średniowiecza, wraz z przybyciem pierwszych muzułmanów na ziemie. Jakub I Zdobywca w 1238 roku przejął władzę w królestwie Walencji, 4 stycznia zwierzchnictwo nad wsią powierzył Bernatowi de Castellnou, jednak ten uciekł. Następnie wsią zarządzał Ponç Soler, który odwrócił się od króla. W 1319 roku rodzina Viralagut kupiła ziemie, dzięki czemu wieś została przemieniona na dwór. W XV wieku przeszedł w ręce rodziny Agular. W 1520 roku z powodu buntu, znanym w Hiszpanii jako Germanías dwór ponownie stał się wsią.
W 1557 roku Filip II Habsburg utworzył hrabstwo Alaquàs, gdzie zwierzchnictwo przejął Luis Pardo De La Casta. Na jego polecenie zaczęto budowę zamku na pozostałościach z dawnych fortyfikacji arabskich. Następnie hrabstwo należało do markizy de Manfredi, później do barona de Bolbaite.

## Demografia
W 1520 roku wieś zamieszkiwało 120 rodzin (550 osób), następnie zwiększając się do 200 rodzin (900 osób) w 1609 roku. Podczas wydalenia Maurów w 1611 roku wiele rodzin zostało wyrzuconych z miasta. W 1646 roku hrabstwo zamieszkiwało 153 rodzin (689 osób). W 1713 roku było to tylko 143 rodzin (644 osób). W 1877 roku populacja zwiększyła się do 2000 osób.
W XX wieku zupełnie zmieniła się struktura i dynamika mieszkańców Alaquàs. II połowa XX wieku zmieniła charakter miasta na funkcję sypialną dla Walencji, później nastąpił proces industrializacji (w 1970 roku 72% mieszkańców była zatrudniona w II sektorze). W mieście również osiedlało się mnóstwo ludzi z innych krajów. W 1975 roku 76% mieszkańców stanowili obcokrajowcy. Od 2005 roku liczba mieszkańców oscyluje w okolicach 30 tysięcy.

## Gospodarka
W 2008 roku ludzie mieszkający w Alaquàs pracowali w przemyśle (45%) i usługach (53%). Rolnictwem zajmuje się nie więcej niż 2% ogółu mieszkańców.
Miasto posiada także 134 ha powierzchni użytkowej, z czego 99 ha było terenami przeznaczonymi na drzewa cytrusowe, a pozostałe 35 ha przeznaczone jest na tereny zielone.
Przemysł opiera się na produkcji meblowej, fabryce metali oraz przemyśle spożywczym. Największymi fabrykami na 160 ha terenów przemysłowych są El Bovalar oraz Els Mollons. Struktura usług w mieście obejmuje: 59% jest skierowana do sektora przemysłowego, 24% to własne przedsiębiorstwa, 9% jest skierowanych do konsumentów, 3% to usługi rolnicze oraz 4% inne (dane za 2008 rok).

## Zabytki
- Castillo-palacio de Alaquàs – Zamek w Alaquàs, inaczej także zwany pałacem czterech byków lub pałacem orłów. Inicjatorem budowy był Luis Pedro de La Casta, pierwszy hrabia Alaquàs. Budowę rozpoczęto w 1582 roku. Budynek jest kwadratem o szerokości 40 m i wznosi się na 25 m wzwyż[4]. Po wydarzeniach historyczno -nacjonalistycznych w 1918 roku zamek doznał zniszczeń, które odbudowano do 1940 roku. Od 3 stycznia 2003 roku zamek przeszedł z rąk prywatnych pod administrację urzędu miasta.
- Iglesia de la Asunción – Kościół Wniebowstąpienia Maryi Panny. Budowla połączona bezpośrednio z zamkiem w Alaquàs. Początki budowli datuje się na 1649 rok. Kościół odznacza się stylem gotyckim. W środku znajdziemy ołtarz z niebieskimi kafelkami z przełomu XVI i XVII wieku oraz kilka rzeźb wykonanych przez dzieci ze szkoły Joannitów w Walencji z XVII wieku.
- Iglesia de la Virgen del Olivar – Kościół Matki Boskiej Oliwnej połączony z klasztorem. do 1587 roku był pod opieką braci minimistów, następnie braci dominikanów. Od 1887 roku w klasztorze mieszkają siostry zakonne.

## Układ miasta
Historyczne centrum Alaquàs znajduje się na wschodnim krańcu gminy. Najstarsza część miasta znajduje się wokół placów: plaza de la Constitución, del Santísimo, de Olleros i de San Roque, a także ulic Mayor, San Miguel, Valencia i Los Benlliure. Najstarszymi budynkami w mieście są obecnie Zamek oraz połączony z nim kościół wniebowzięcia.
Główne drogi na których są obecnie dzielnice Alaquàs to drogi prowadzące w przeszłości do Walecji (avenida de Blasco Ibáñez), nowa droga do Torrent (avenida de Pablo Iglesias-Ausiàs March) oraz stara (Camino Viejo), a także stara droga do Turís (calle de Cuenca) i Aldaia (hacia el norte).

## Kultura

### Wydarzenia
- Fiestas Mayores – Odbywa się na przełomie sierpnia i września
- Fallas – Wydarzeniu towarzyszą lokalne koncerty dla lokalnej społeczności, tzw. falleras. Trwają one od początku marca, finał przypada na trzeci weekend marca.
- Fiesta del Porrat – Odbywa się podczas święta wiosny, w maju, dla uczczenia Franciszka z Paoli, w tym czasie organizuje się spotkania z sąsiadami oraz kiermasz gastronomiczny.

### Festiwale
- Festival de Rock de Alaquàs – Wydarzenie muzyki rockowej o zasięgu ogólnokrajowym, bardziej znane jako FRA.

## Współpraca
- Cremona, Włochy
- Lanjarón, Hiszpania